# 阿巴坎河
阿巴坎河是俄羅斯中南部的一條河流。發源於西薩彥嶺，向東北流過米努辛斯克盆地，在阿巴坎流入葉尼塞河，是後者的左支。長514公里，流域面積32,000平方公里。具木材運輸及灌溉功能。原名阿穆哈河，其流域在19世紀以前屬清朝的唐努烏梁海。中俄兩國簽訂《中俄勘分西北界約記》及《烏里雅蘇臺界約》後，成為俄羅斯領土。